# Iván el Ruso
Iván el Ruso (en búlgaro: Иван Русина, romanizado: Ivan Rusina; en húngaro: Iván Orosz; fl. 1288/1323-1332) fue un líder militar búlgaro de origen ruso que sirvió a los zares de Bulgaria Miguel Shishman e Iván Alejandro. Antes de unirse a las fuerzas armadas del Segundo Imperio búlgaro, pudo haber sido un comandante militar al servicio del gobernador húngaro de Severin.
Iván el Ruso ascendió a un alto rango en el ejército búlgaro después de la ascensión de Miguel Shishman al trono. En 1323, estuvo a cargo de la defensa búlgara en Plovdiv durante el prolongado y finalmente exitoso asedio bizantino a la ciudad. En 1328, participó en el intento fallido búlgaro de capturar la capital bizantina de Constantinopla desde el interior. Probablemente tomó participación en los turbulentos acontecimientos que rodearon y siguieron a la muerte de Shishman. Fue mencionado por última vez como un funcionario de Iván Alejandro en 1332.

## Orígenes y sitio de Filipópolis
El historiador búlgaro Plamen Pavlov conjetura que Iván el Ruso era un ruteno nacido en el Principado de Galitzia-Volinia (ubicado en la actual Ucrania), una hipótesis basada sólo en sus vínculos con Hungría, el vecino occidental de Galitzia-Volinia. Las fuentes húngaras de 1288 hacen notar a un ruso llamado Iván (Iwan dicto Oroz) como un aliado del ban de Severin, Teodoro Vejtehi, quien era uno de los principales opositores al gobierno de Carlos I de Hungría en 1316-1317. Las tierras al sur de Severin eran gobernadas por Bulgaria bajo el déspota de Vidin, Miguel Shishman, un partidario de Vejtehi. Cuando el rey de Hungría estableció su autoridad sobre Severin y reprimió la rebelión de Vejtehi, Iván el Ruso pudo haber huido a Vidin y entrar al servicio de Shishman. Se cree que se unió como un comandante subordinado al déspota de Vidin, con sus fuerzas personales que consistía de húngaros y, posiblemente, rusos.
Mientras el académico húngaro György Györffy apoya la identificación de Iván el Ruso como Iwan dicto Oroz de las crónicas húngaras, el historiador István Vásáry señala la falta de pruebas claras y el gran lapso de tiempo entre los dos. Antes que esta proposición fuera propuesta, se consideró que Iván había llegado a Bulgaria después de huir de la invasión mongola de Rusia, al igual que otro ruso que estaba en el servicio búlgaro, Jacobo Svetoslav. En cualquier caso, en 1323 la mano derecha de Iván era un húngaro llamado Inas.
La ascensión de Miguel Shishman al trono de Bulgaria en 1323 significó que Iván el Ruso asumió un rango de élite en la jerarquía militar búlgara. Pavlov teoriza que se convirtió en protostrator, un título copiado de los bizantinos. El título era poseído por el segundo al mando del ejército y era similar al de un mariscal occidental.  Ese mismo año, Iván fue enviado a la ciudad de Filipópolis (Plovdiv) que había sido conquistada recientemente por Bulgaria después de décadas de dominio bizantino. Con unos mil efectivos de caballería alana, búlgara y, posiblemente húngara y dos mil soldados de infantería, fue a defender la ciudad de los ataques bizantinos. En esa tarea fue apoyado por su lugarteniente Inas y los caudillos alanos Itil y Temir. En ese momento, ya era bien conocido como jefe militar incluso en Bizancio.
Las fuerzas búlgaras comandadas por Iván consiguieron resistir por cuatro meses el asedio a Filipópolis emprendida por Andrónico III Paleólogo, pretendiente al trono bizantino, y su aliado búlgaro Voisil, déspota de Kopsis. En sus intentos de capturar la ciudad, los bizantinos emplearon especialistas alemanes para construir una máquina de asedio, desde el cual disparaban con ballestas a los defensores búlgaros. A pesar de las elaboradas tácticas de asedio, en el verano de 1323 los búlgaros no sólo habían conservado la ciudad, sino también lanzaron incursiones a la fortalezas poseídas por los bizantinos cercanas a las montañas Ródope, como Stenimacos (actual Asenovgrad) y Tsepina. Sin embargo, Filipópolis cayó ante los bizantinos poco después. Mientras las fuerzas de Iván salían de la ciudad para encontrarse con la guarnición búlgara que estaba para reemplazarlos, los habitantes probizantinos de Filipópolis abrieron las puertas de la ciudad y dejaron entrar un destacamento bizantino.

## Complot antibizantino y carrera posterior
La pérdida de Filipópolis no parece haber tenido un efecto profundo en la carrera de Iván, y siguió siendo un favorito del zar. En 1328, Iván fue encargado por el zar Miguel Shishman para la defensa de la Gran Palacio de Constantinopla, la residencia del emperador Andrónico II Paleólogo. Andrónico II, frente a inminente derrota a manos de su nieto y coemperador Andrónico III en una prolongada guerra civil, desconfiaba de su propia guardia, y había solicitado la ayuda de Miguel Shishman. El zar búlgaro envió a Iván, junto con tres mil jinetes a Constantinopla en su ayuda. En palabras del historiador bizantino Nicéforo Grégoras, las intenciones reales de Miguel Shishman eran utilizar a Iván y sus hombres como un caballo de Troya. En un momento adecuado, la guardia búlgara podría detener al emperador y apoderarse del palacio antes de permitir a Miguel Shishman llegar con un gran ejército y mercenarios tártaros a Constantinopla.
De acuerdo con el plan, Iván y su caballería se acercarían a Constantinopla mientras Miguel Shishman esperaba en Yambol con su ejército. El complot fue descubierto por los espías de Andrónico III. Temiendo por sus propias ambiciones imperiales, le escribió a su rival y abuelo no aceptar a los búlgaros en la capital. Mientras Iván se apegaba al plan e incluso firmar un juramento la paz para convencer a los bizantinos, inmediatamente se retiró a territorio búlgaro al recibir la orden de Miguel Shishman.
El papel de Iván en los últimos años del reinado del zar Miguel Shishman y el gobierno de Iván Esteban es incierto, ya que no es mencionado en las fuentes correspondientes a dicho período. Su posición de alto rango, sin embargo, lleva a Pavlov a la conjetura de que Iván participó en la batalla de Velbazhd el 28 de julio de 1330, una victoria serbia sobre Bulgaria, que allanó el camino para la dominación serbia de los Balcanes a mediados del siglo xiv. Miguel Shishman había muerto en la batalla y fue sucedido por su hijo Iván Esteban. Pavlov cree que Iván el Ruso fue uno de los nobles búlgaros que derrocaron al débil Iván Esteban en 1331 y colocaron a Iván Alejandro en el trono. También es probable que Iván el Ruso participó en la victoria búlgara sobre Bizancio en Rusokastro en 1332 porque era la última registrada como representante de Iván Alejandro en las negociaciones de paz que siguieron.

## Evaluación
Iván el Ruso es puesto en alta estima por Juan VI Cantacuceno, escritor y emperador bizantino quien probablemente se enfrentó personalmente a Iván en batalla. En su Historia, Cantacuceno llama a Iván un hombre «experto en estrategia». Cantacuceno también se refirió a Iván como «una de las personas ilustres de Bulgaria» en sus escritos. El historiador checo Konstantin Josef Jireček, un destacado investigador de la historia de Bulgaria, evalúa a Iván como «la figura más clara de un líder militar búlgaro» de esa época. A los ojos de Pavlov, a pesar de su origen extranjero Iván el Ruso no se consideraba un emigrante o un mercenario de la nobleza búlgara y el zar, sino más bien como un comandante de confianza y uno de los suyos.